# Норма Джин и Мэрилин
Норма Джин и Мэрилин (англ. Norma Jean & Marilyn) — телевизионный художественный фильм 1996 года, снятый по мотивам биографии Мэрилин Монро. Его премьера состоялась 18 мая 1996 года. Сценарий фильма частично основан на книге «Норма Джин: Моя секретная жизнь с Мэрилин Монро» актёра Теда Джордана, который был другом актрисы длительное время.
Фильм повествует о непростом внутреннем мире знаменитой актрисы. Основная линия заключается в лозунге: «Мэрилин Монро была нашей фантазией. Норма Джин была её реальностью».
Эшли Джадд играет Норму Джин — целеустремлённую и жёсткую во взглядах особу, которая точно знает, чего хочет от жизни. Мира Сорвино изображает Мэрилин в том её амплуа, в котором она знакома миллионам: светлые волосы, яркая помада. Её героиня слабая, ранимая и беззащитная. Постоянное противостояние Нормы Джин и Мэрилин доводит актрису до самоубийства.
Обе актрисы, исполнившие главные роли, были номинированы на соискание премии «Золотой глобус» в категории «Лучшая женская роль в мини-сериале или телефильме».

## В ролях
- Эшли Джадд — Норма Джинн
- Мира Сорвино — Мэрилин Монро
- Джош Чарльз — Эдди Джордан
- Рон Рифкин — Джонни Хайд
- Джон Рубинштейн — Дэррил Ф. Занук
- Аллан Кордюнер — Билли Уайлдер
- Линдсей Краус — Наташа Лайтесс
- Джеффри Комбс — Монтгомери Клифт
- Стивен Калп — Роберт Кеннеди
- Нэнси Лайнхэн-Чарльз — Бетт Дейвис